# Kostel Zvěstování Panny Marie Na trávníčku
Kostel Zvěstování Panny Marie Na trávníčku (též Na slupi), respektive pravoslavný chrám Zvěstování Přesvaté Bohorodice, je nevelká gotická stavba zbudovaná při klášteře servitů (řádu služebníků Mariiných). Nachází se pod Vyšehradem v údolí pražského potoka Botiče, na Novém Městě pražském. Kostel je zasvěcen Zvěstování Panny Marie a spolu s klášterem je památkou od roku 1958. Byl založen Karlem IV. 24. 3. 1360 a postaven mezi lety 1360 a 1375. Jeho současný vzhled je převážně v novogotickém slohu. Od roku 1995 jej využívá pravoslavná církev.

## Pojmenování

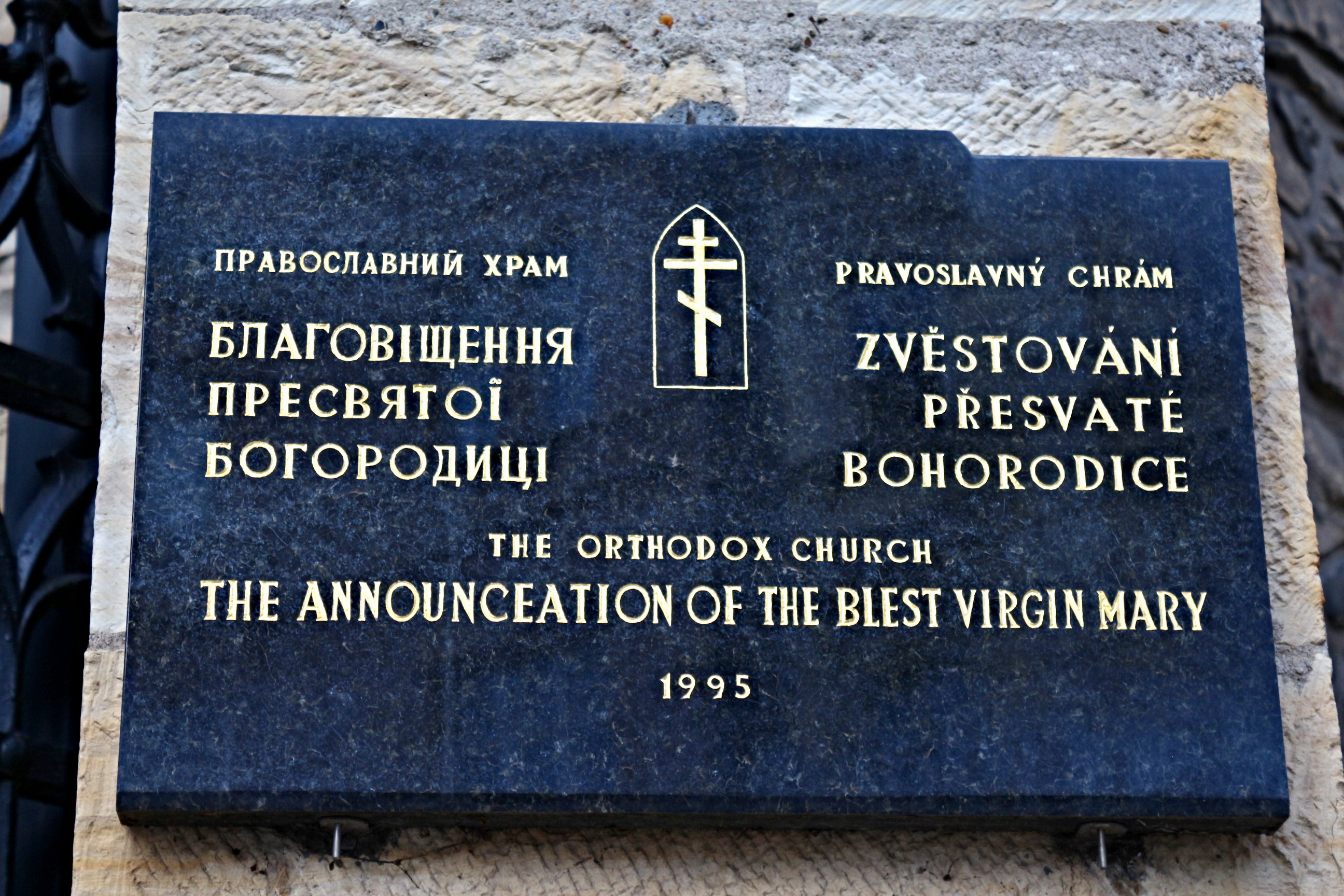
Deska s informací o pravoslavném zasvěcení kostela Zvěstování Přesvaté Bohorodice

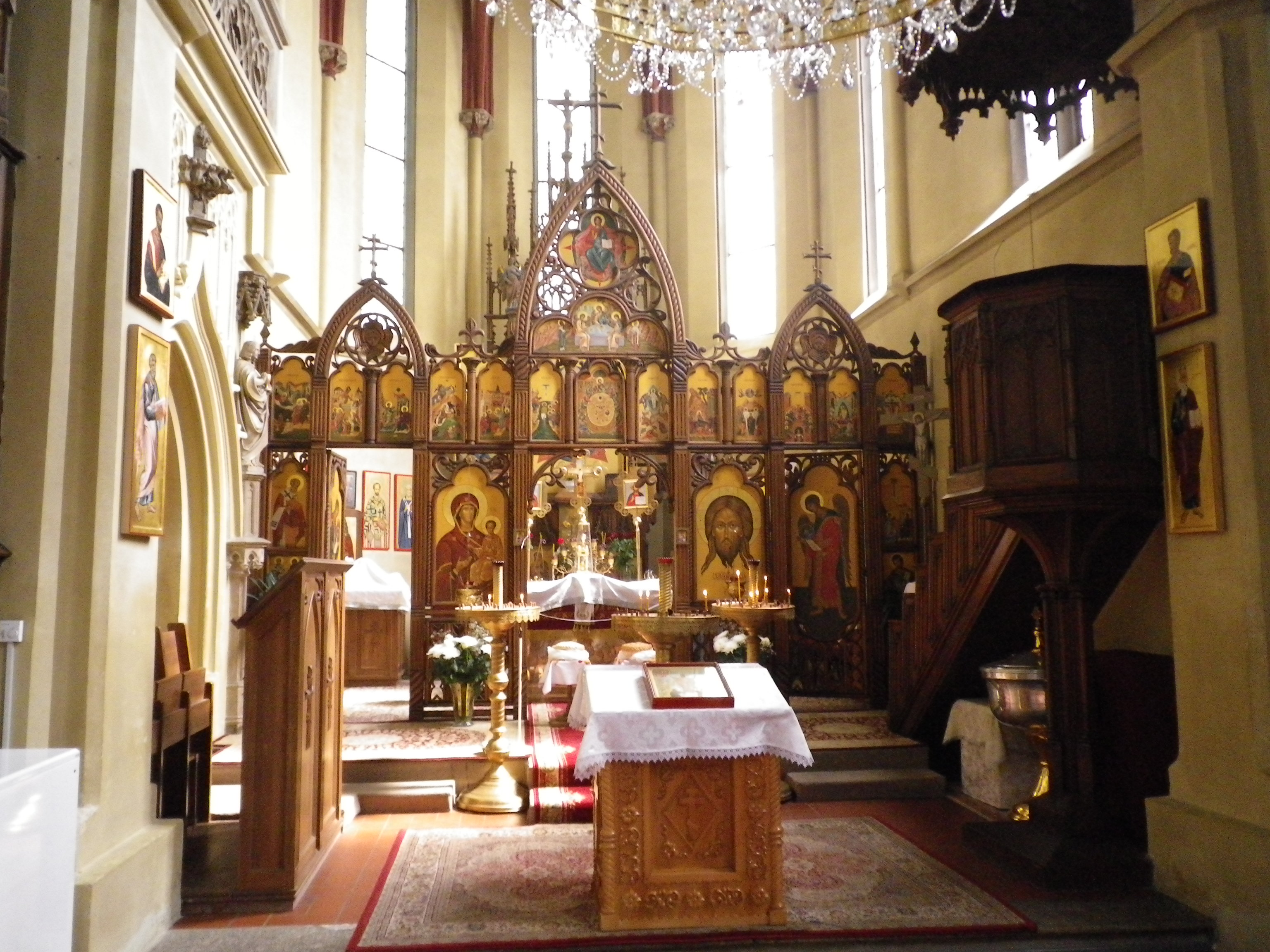
Interiér kostela

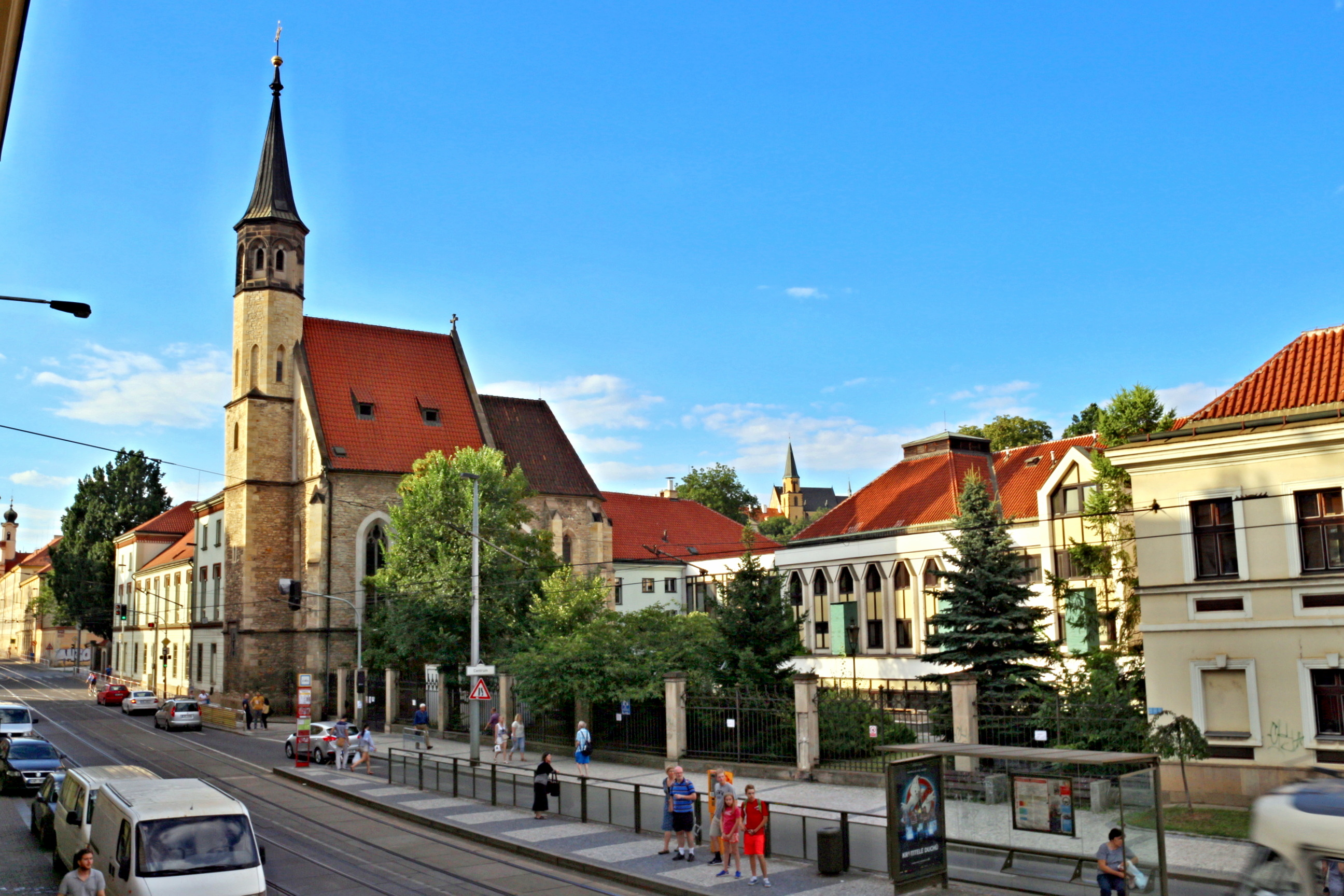
Kostel Zvěstování Panny Marie a přilehlý areál kláštera v rámci ulice Na slupi

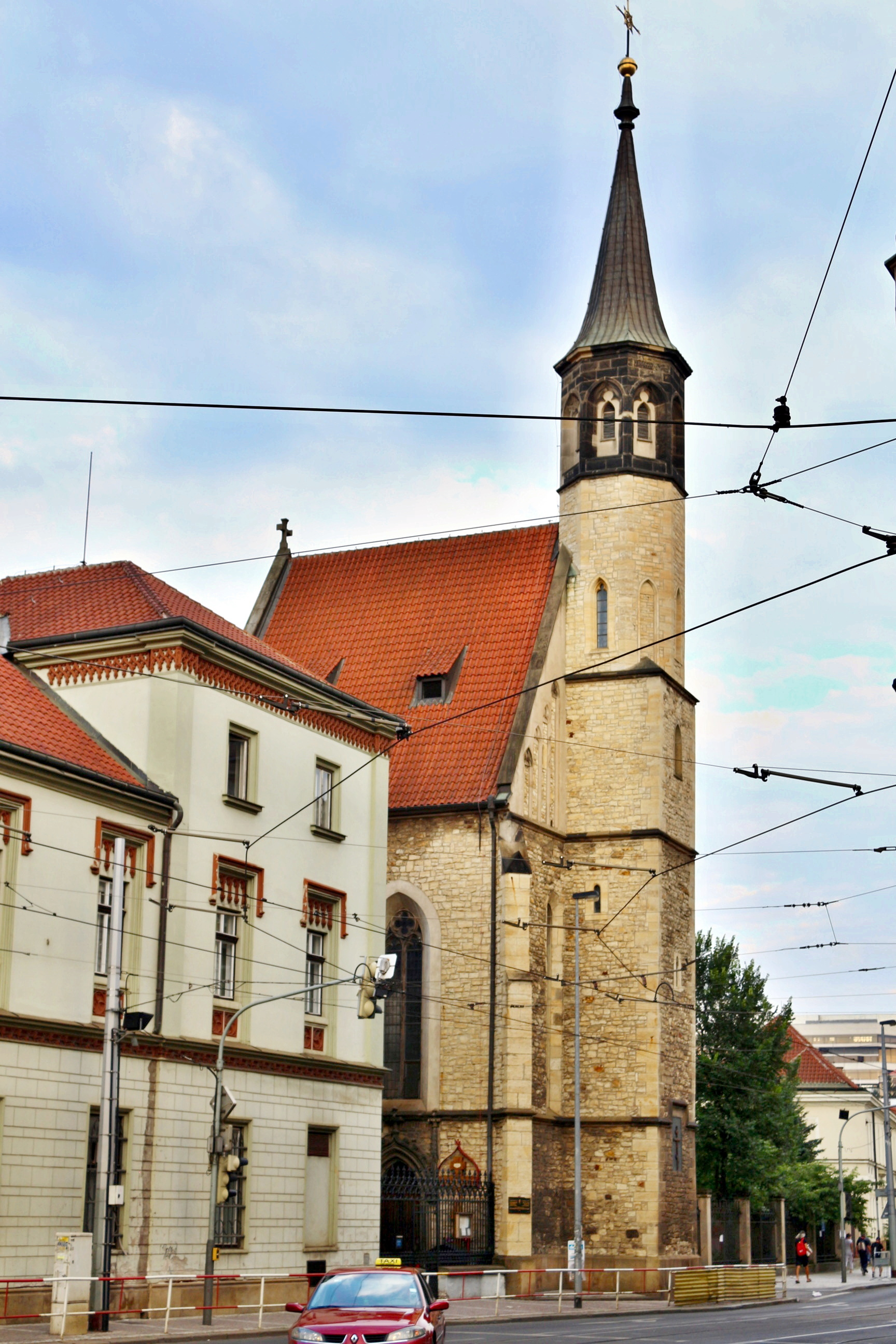
Kostel Panny Marie ze Svobodovy ulice

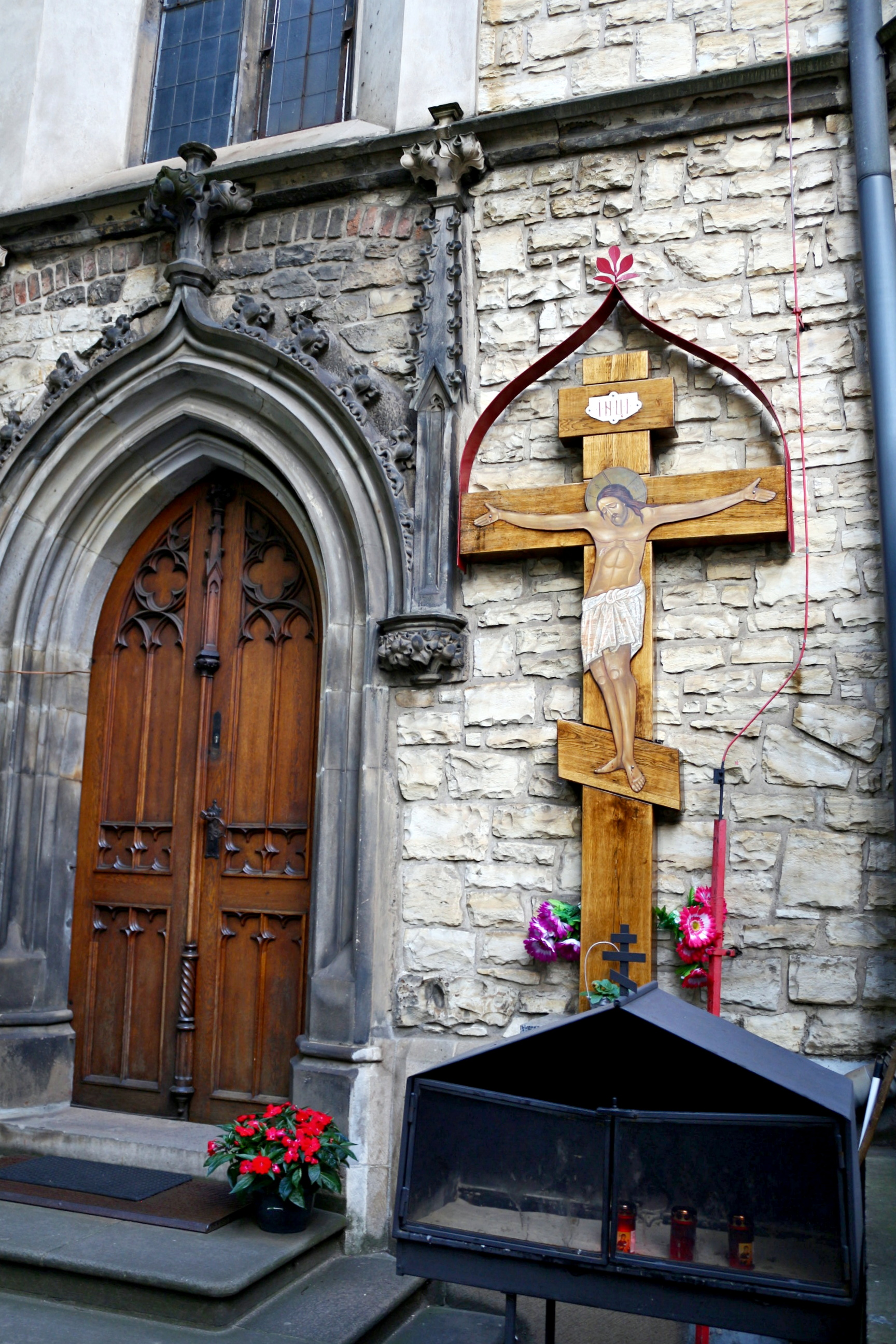
Jeden ze vstupů kostela Panny Marie s pravoslavným křížem z ulice Na slupi

Nejstarší označení pro tento kostel a celý klášter je „in viridi“, „na zeleném“. Později bylo toto pojmenování pozměněno na „na trávníčku“, pravděpodobně podle zelených luk v údolí botičského potoka, na nichž byl klášter založen. Ve středověku se klášter i kostel označují, podle přilehlého potoka, jednoduše jako „Botič“.

Pojmenování „Na Slupi“ pochází ze staročeského „slup“ (sloup), protože klenba kostela spočívá na jediném sloupu – pilíři. Podle jiného výkladu dnešní obvyklé pojmenování má původ v 16. století a je odvozeno od slupů – nádrží na ryby, které byly v nedalekém Botiči umístěny.
Od roku 1995 je kostel v užívání pravoslavné církve, která jej pojmenovala jako pravoslavný chrám Zvěstování přesvaté Bohorodice (Храм Благовещения Пресвятой Богородицы).

## Historie
Řád servitů, neboli řád služebníků Panny Marie, vznikl ve 13. století a jejich cílem byla bezmezná úcta k Panně Marii. Podle tradice se v roce 1233, na den Nanebevzetí Panny Marie, odehrálo zjevení, které oslovilo sedm Florenťanů. Ti se podle tradice vzdali svých dosavadních životů a uchýlili se na samotu do Monte Senario, kde založili velký klášter. V Praze se servité objevují poprvé v roce 1360. Servité byli řazeni k řádům žebravým.

### Doba Karla IV.
Legenda praví, že Karel IV. klášter založil poté, co po své nemoci přislíbil před obrazem ve florentském klášteře servitů, že i u nás založí klášter tohoto řádu, jako dík za své uzdravení. Dalším možným podnětem k založení tohoto kláštera mohla být pro Karla IV. snaha o posílení upadajícího náboženského života Čech a zejména Prahy druhé poloviny 14. století.
Karel IV. požádal v roce 1359 papeže Inocence VI. o povolení založit v Praze nový klášter servitů a bylo mu vyhověno. Klášter byl založen v roce 1360 a bezprostředně poté se rozběhla i stavba kostela. Podle Beneše z Weitmile byl kostel zřízen u starší kaple Panny Marie.

### Období husitských válek
V husitském období v roce 1420 byl klášter Pražany vyloupen a zřejmě i vypálen.
Bratři z kláštera byli v té době již pravděpodobně ve vyhnanství. Klášter Na Slupi se ocitl mezi oběma válčícími stranami a 15. září 1420 Pražané dokonce postavili dva velké praky do blízkosti kněžiště klášterního kostela. Obě zbraně byly obránci zničeny. Následně Pražané prolomili jižní zeď, aby mohli umístit velké dělo přímo do lodi klášterního kostela a mířit tak přímo na obleženou královskou posádku na Vyšehradě. Z těchto důvodů musela být loď v období pozdní gotiky (odhaduje se mezi lety 1436–1480) nově zaklenuta.

Servité se do kláštera vrátili pravděpodobně krátce po skončení husitských válek, což je patrné z doloženého finančního daru klášteru z roku 1439.
Oprava kostela se ovšem uskutečnila až po roce 1480, financována převážně z finančních příspěvků nejrůznějších donátorů. Novoměstský měšťan Mikuláš Replík daroval kostelu zvon, který byl ovšem ze zvonice odebrán farníky z kostela sv. Vojtěcha, kteří ho přenesli do svého kostela. I přes četné donace byl klášter velmi chudý a v 80. letech 15. století byl mnichy pravděpodobně úplně opuštěn a péče o něj připadla do královské správy.
V roce 1498 zaplatili mniši od sv. Vojtěcha kostelu Na Slupi nový zvon. Kostel byl v té době zastupován Šváby z Chvatlin, Duchkem a Mikulášem. Jejich erb můžeme nalézt na svorníku klenby lodi uvnitř kostela. Podmínky v klášteře byly i nadále nuzné, budova byla polozřícená a v roce 1554 napsal poslední převor a v té době jediný řeholník kláštera, Ondřej Bergmann, karlovskému opatu dopis, ve kterém svěřuje sebe i kostel do jeho ochrany. Opat augustiniánského řádu Bergmannovi vyhověl.

### Doba pobělohorská
O dalším osudu budov a kláštera víme jen tolik, že kostel Na Slupi byl i na dále pod správou kostela na Karlově, v době Matyáše se hovoří dokonce o jeho darování správě karlovského kostela. Servité měli ovšem u vídeňského dvora značný vliv, kterého po bitvě Na Bílé Hoře využili k získání prostředků pro obnovu kláštera v Praze a jeho navrácení řádu, což se splnilo roku 1626. Ve zpustlém klášteře se usídlili tři mniši a byl podřízen novému a většímu servitskému klášteru při kostele sv. Michala na Starém Městě. Význam kostela Na Slupi byl až do zrušení řádu druhořadý.
Neklidná doba kolem roku 1648 znemožňovala větší stavební práce na klášteře a podniknuty byly pouze nejnutnější opravy. O opravě bylo rozhodnuto až po návštěvě generálního převora řádu, realizována byla o dalších několik let později, v 60. letech 17. století. V roce 1710 bydlelo v klášteře 17 řeholníků. Stavba budov kláštera byla dokončena roku 1726. Na začátku 18. století byl servitský řád u nás na vrcholu svého rozvoje, klášteru přibývalo příznivců i donátorů. V roce 1707 klášter dokonce koupil nedaleký nadační Dlouhoveský dům s kaplí, který poté prodal na zřízení kláštera Alžbětinek.
V roce 1732 proběhla úprava interiéru kostela, při které byl zřízen nový hlavní oltář, oltářní stupně, přepážka a mramorová podlaha.

### Doba osvícenství
V roce 1757 při bombardování během sedmileté války byl klášter značně poškozen. V následujícím období osvícenství panovala všeobecná nevole k evropskému řeholnictví. V josefínské době, roku 1783, byl novoměstský a staroměstský servitský klášter sloučen a sedm bratří žijících v té době Na Slupi bylo převedeno ke sv. Michalu.
23. června 1786 byl servitský řád v Praze zrušen a slupský kostel byl roku 1783 odsvěcen a zesvětštěn. Z kláštera se stala dělostřelecká kasárna, v letech 1785–1792 a 1822–1850 vojenský výchovný ústav, v mezidobí dokonce ubytovna.

### 19. století

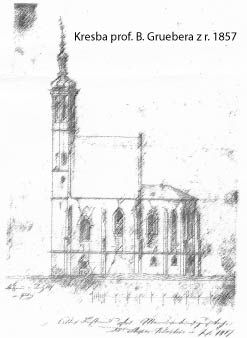
Kostel Panny Marie Na Slupi podle kresby prof. B. Gruebera z roku 1857

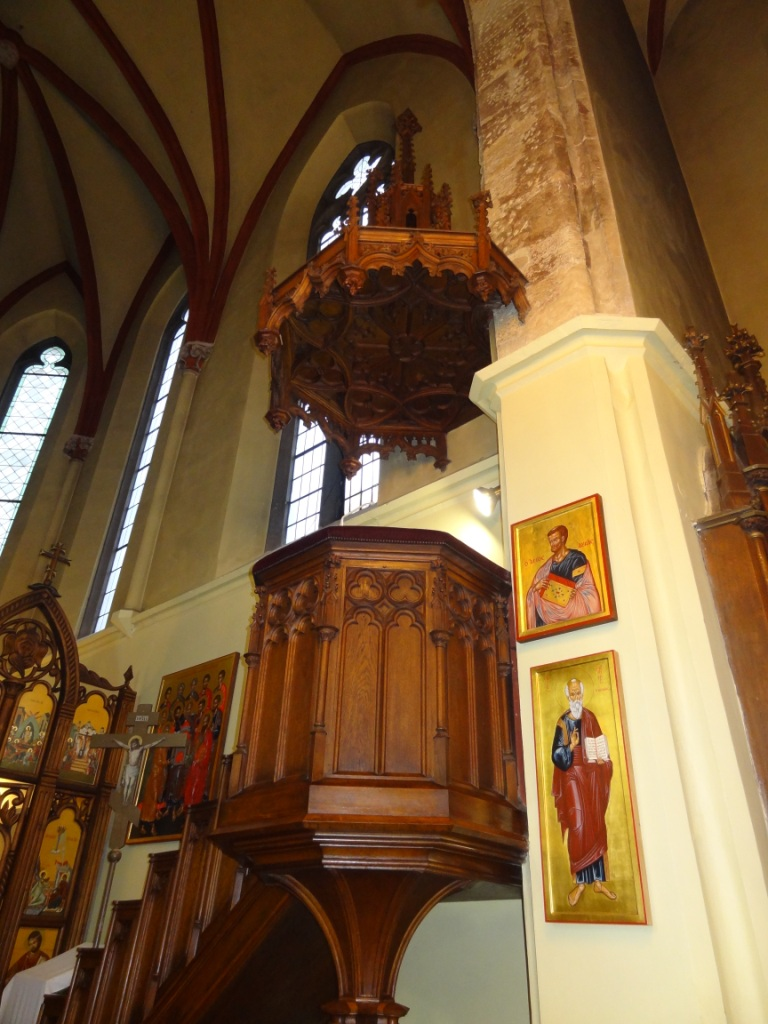
Novogotická kazatelna

Roku 1856 byl klášter rozšířen a přestavěn, aby sem mohl být přesunut kateřinský ústav choromyslných. Tím se opět dostalo pozornosti i samotnému kostelu, který byl roku 1856 znovu vysvěcen.
Četnými nutnými regotizujícími opravami, které probíhaly v letech 1858–1863
(jiný zdroj uvádí 1856–58), byl pověřen architekt a historik umění Bernhard Grueber (1806–1882). Jednopatrovou budovu bývalého kláštera známe dodnes v této novogotické podobě silně ovlivněné Grueberovou puristickou restaurací. Klášterní budovy byly opět přestavěny v roce 1910 a v současné době se v nich nachází kožní klinika Univerzity Karlovy. Rovněž velká část dnešního vzhledu kostela může být připsána Grueberovi, a to včetně momentálního vnitřního vybavení kostela opět v novogotickém stylu. Za Gruebera byla do kostela vestavěna také kruchta a nízká střecha kněžiště byla zvýšena do gotizující podoby. Grueber navrhl také nové vnitřní vybavení, jako např. oltářní přepážku, dveře, oltáře, kazatelnu, svícny a monstrance.
Poslední podstatná úprava vzhledu kostela pochází z let 1914–1916, kdy byly vnější omítky otlučeny a pohledově vystřídány režným zdivem pod vedením stav. Františka Schlaffera.

## Zařízení kostela
Během 18. století byl kostel naplněn barokním zařízením a v roce 1732 dostal nový oltář. Po zrušení řádu servitů v Praze a odsvěcení kostela byl jeho umělecký inventář roznesen. Klášter alžbětinek dostal část obrazů a soch, z nichž čtyři můžeme dodnes spatřit v jejich kostele, v klášteře potom např. kopii florentského obrazu Zvěstování Panny Marie. O osudu obrazů z oltářů a píšťal z varhan není známo nic.
Všechno současné vnitřní zařízení kostela pochází z doby architekta Bernarda Gruebera a je převážně v pseudogotickém stylu. Na hlavním oltáři visí obraz Zvěstování Panny Marie z roku 1857 od Leopolda Kupelwiesera. V kostele jsou i dva boční oltáře po stranách vítězného oblouku, oltář sv. Anny na straně jižní a oltář sv. Josefa na straně severní. Z Grueberovy dílny pochází také varhany a kropenka.

### Náhrobky

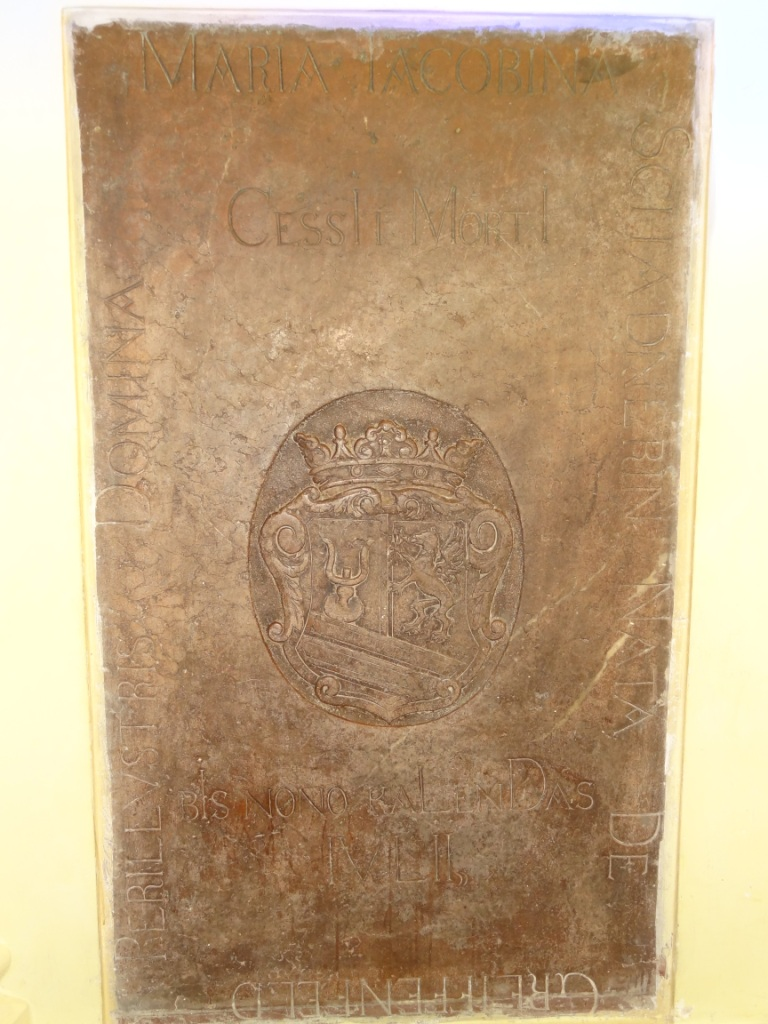
Náhrobek Marie Jakobíny Schadnerové

V kostele se nachází několik náhrobků. Náhrobek za oltářem nese jméno Jana Petra Deyma ze Stříteže, kromě toho v chóru je do země zapuštěna deska kryjící hrobku servitů. V lodi se nachází také náhrobní kámen apelačního barona Schönebecka. Pod kruchtou se nachází na severní stěně náhrobek Magdaleny Premerové a na stěně jižní náhrobek Marie Jakobíny Schadnerové.

## Architektura

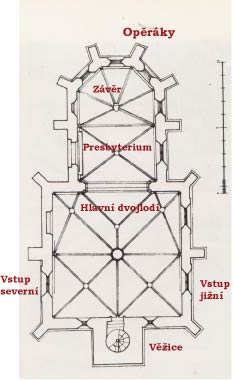
Půdorys kostela Na Slupi

Orientace kostela je tradiční, oltář je orientován na východ. Hlavní loď kostela nemá zcela dominující postavení a chybí zde i snaha o mohutnost a silnou vertikalizaci, typická pro dřívější období gotiky. Původní části kostela pocházejí z období karolinské gotiky a jsou ukázkou mnohotvárnosti a typové pestrosti novoměstské církevní architektury té doby.
Štít lodi značně převyšuje nižší střechu presbytáře. Západní průčelí je poměrně strohé, jeho střední třetinu zaujímá hranolová čtyřboká věž. Téměř celou severní stranu klášterního kostela zakrývají budovy bývalého kláštera.

### Části kostela
Kostel sestává ze tří částí: kněžiště, jedné lodi a věže. Kněžiště sestává z jednoho mírně podélného klenebního pole a pětibokého závěru. Půdorysem lodi je téměř přesný čtverec, stejně jako půdorysem věže stojící v ose západního průčelí kostela.

### Okna
Mezi opěráky jsou prolomena štíhlá lomená okna s novými kružbami, v závěru je okno jednoduché, severní okno je zazděno a v jižní stěně chórového pole je okno dvoudílné s novými plaménkovými kružbami. Původní prostě zkosené ostění oken se zachovalo pouze v závěru, jinak jsou hrubě zakryta omítkou. Šikmé okenní parapety přecházejí do jednoduché podokenní římsy, která obíhá celou stavbu spolu s jednoduše zkoseným soklem.
V západní polovině lodi jsou na severu i na jihu přímo pod oknem prolomeny zcela obnovené portály, uzavřené oslím hřbetem s kyticí a fiálami po stranách. Současná podoba obou portálů vznikla až pod vedením architekta Gruebera.

### Interiér
Rozměry lodě jsou 9,5 x 9,65 x 12m. Kruchta (chór) je v pseudogotickém stylu a podél ní obíhá výrazná, zcela obnovená podokenní římsa. Z římsy vybíhají oblé klenební přípory a pod ni jsou zasazeny konsoly pocházející z moderní doby. Přípory mají kalichovité hlavice a jsou pokryty vytesanými vinnými a kapustovými listy. Na příporách v lodi můžeme navíc najít ještě listy lipové. Zachovány jsou přípory uprostřed obou podélných stěn a v západních rozích.
Svorníky
Svorník v závěru nese štítek s reliéfem českého lva. Na svornících ve východní části spatřujeme rodová znamení a kolčí štítek zobrazující ruku se dvěma rozevřenými prsty. Na jihovýchodním žebru můžeme také nalézt zhruba v polovině štítek s kamenickým znamením. Na svornících v části západní můžeme nalézt stylizovanou růžici a znak zobrazující bránu mezi dvěma věžemi s cimbuřím, na kterém stojí beránek což je výše zmíněný znak vladycké rodiny Švábů z Chvatlin. Čelní oblouky mají žlábkovou profilaci.
Hlavní loď
Unikátní je zde ústřední síňový prostor. Je sklenut na jediný středový útlý válcový pilíř podpírající klenbu. Má válcový sokl, jednoduchou patku a drobný prstenec v horní části. Klenební žebra jsou na pilíř připojena přes drobné krakorce. Hlavní dvoulodí je téměř je čtvercového půdorysu. Obě západní čtvercová pole mají prostou křížovou žebrovou klenbu. Zaklenutí východní části bylo vyřešeno obkročným systémem trojdílných polí, jejichž patky se vyhýbají vrcholu vítězného oblouku.
Kněžiště
Na severní straně závěru se nachází vchod do sakristie, který je v pseudogotickém slohu. Sakristie je obdélníková a je zaklenuta jednoduchou valenou klenbou. Presbytář je klenut tradičně jedním polem obdélné křížové žebrové klenby v přední části a šestipaprsčitou klenbou v závěru. V kněžišti jsou jednoduchá hruškovitá žebra. V jihozápadním rohu presbytáře můžeme nalézt pseudogotickou kazatelnu.
V západní části kostela se nachází balkonová oratoř, rovněž v pseudogotickém stylu, od architekta Gruebera. Je přístupná z prvního patra širokou arkádou. V západní stěně je prolomen vchod do věže, skrze kterou stoupá nové vřetenové schodiště. Žebra lodi jsou dvojitě vyžlabená, pásy oddělující východní a západní část jsou hruškovité.
Pod oratoří se nachází novogotický portál vedoucí do kapličky Panny Marie Bolestné. Kaplička pochází opět z Grueberovy doby.

### Exteriér

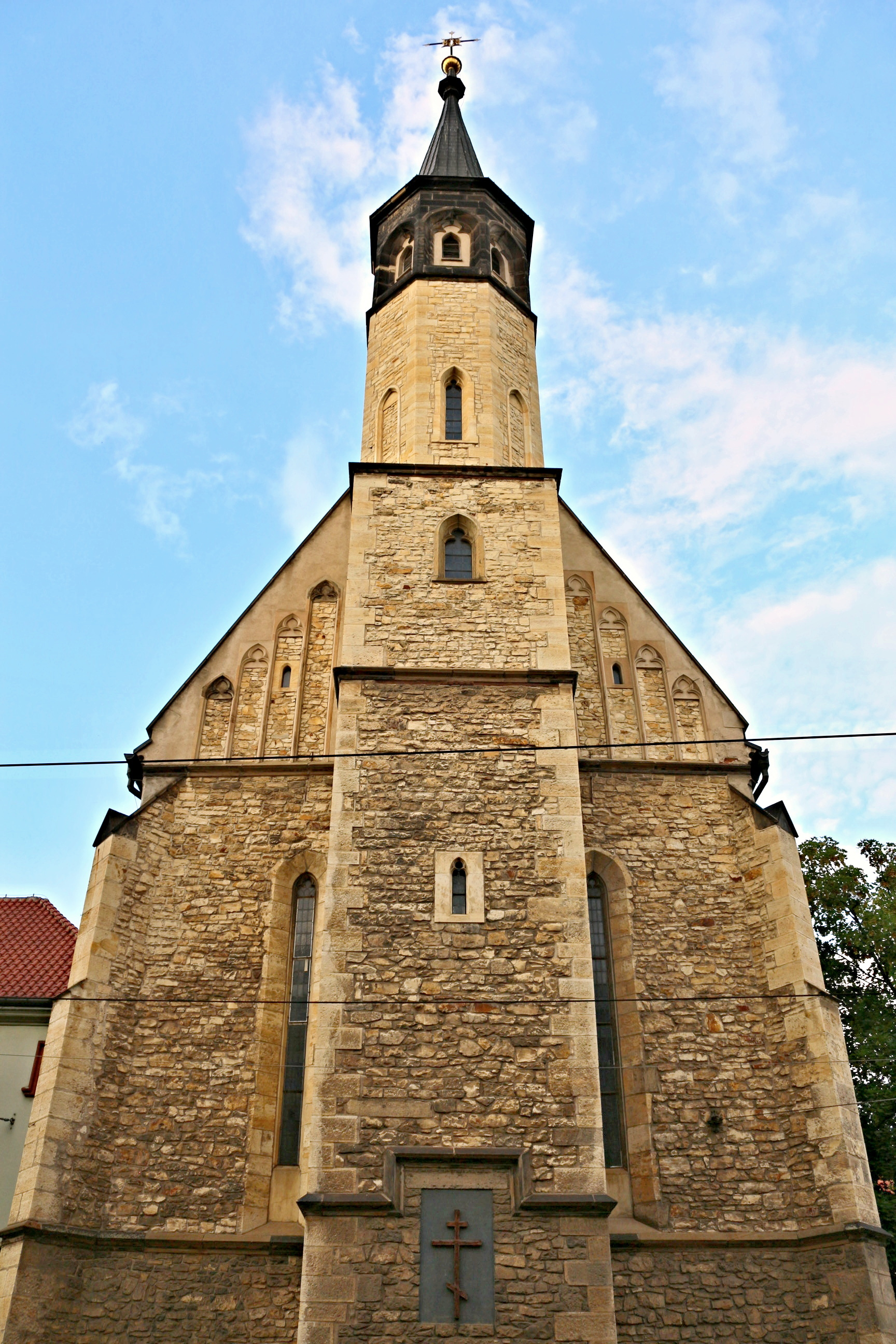
Čelní pohled a věž kostela

Zevní uspořádání lodi je podobné jako u chóru, na volných rozích jsou postaveny opěráky, které člení i zeď.
Věž
V průčelí kostela se nachází štíhlá věž vysoká 38 metrů. Věž má v dolní části tvar čtyřbokého hranolu a je dvakrát přepásána římsou, poprvé ve výšce podokenní římsy lodi a podruhé v úrovni korunní římsy lodi. Věž pokračuje dalším zúženým hranolovitým patrem s lomeným oknem. Tato část věže má tři nestejně vysoká patra. Nad druhou římsou následuje užší, osmiboká část se dvěma lomenými okénky ve dvou nestejně vysokých patrech. Síla zdiva věže činí přibližně 80 cm. Barokní cibulovitá střecha byla za Gruebera nahrazena jehlancovitou, která je na věži dodnes.
Tato věž má mezi všemi pražskými věžemi největším odklon od svislice, který činí 63 cm směrem do ulice Na Slupi.
Oba štíty lodi mají panelování z restaurace v 19. století.
Z gotického kláštera se nic nedochovalo a současný vzhled budov bývalého kláštera je určen úpravami z 19. století.

## Zajímavosti
- Kostelík Na Slupi je považován za první jednopodporovou gotickou stavbu v Česku, ovšem neprávem. Nejstarší známou církevní stavbou tohoto typu byla kaple P. Marie a sv. Václava v Brně (na poč. 20. století zbořena).[1] Některé zdroje tvrdí, že se jedná o nejstarší gotický kostel v Praze.[6]

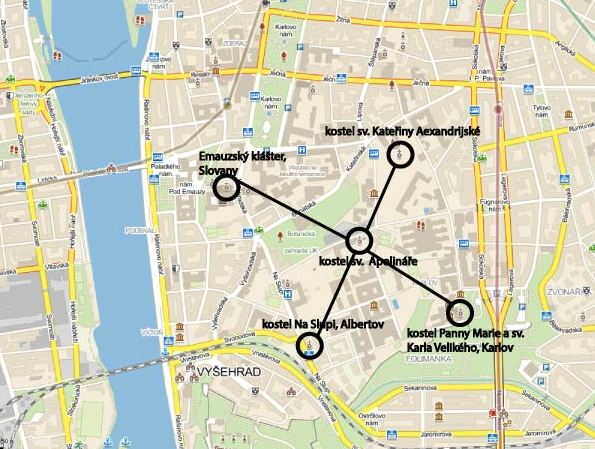
Kříž novoměstských kostelů

- Poloha významných staveb postavených za dob Karla IV. je údajně určena nebeskou symbolikou a křesťanskou mystikou. Pět novoměstských kostelů, založených Karlem IV., tvoří pravidelný kříž (viz kříž pražských kostelů). Severo-jižní rameno tvoří spojnice kostelů sv. Kateřiny a kostel Zvěstování Panny Marie Na slupi, západo-východní rameno kostel Nanebevzetí Panny Marie a svatého Karla Velikého a kostel Panny Marie na Slovanech, ramena se protínají v kostele sv. Apolináře. Věže kostelů Na Trávníčku, sv. Apolináře a sv. Kateřiny Alexandrijské stojí v řadě a mají stejnou architektonickou skladbu. Toto nás přesvědčuje, že umístění těchto kostelů v terénu bylo již v původním návrhu města, ačkoliv církevní stavby a zařízení byly zakládány v jižní oblasti Nového Města v průběhu patnácti let (kostel Panny Marie na Slovanech 1347, kostel Panny Marie a svatého Karla Velikého 1352, kostel sv. Kateřiny 1355, kostel Zvěstování Panny Marie Na slupi 1360, kostel sv. Apolináře 1362). Kříž staveb ve středověku znamenal zvláštní požehnání městu. Svislé břevno prodlouženo k jihu má svou patku na Vyšehradě u chrámu postaveného v ose kostela sv. Petra a Pavla.[7][8]

## Fotogalerie

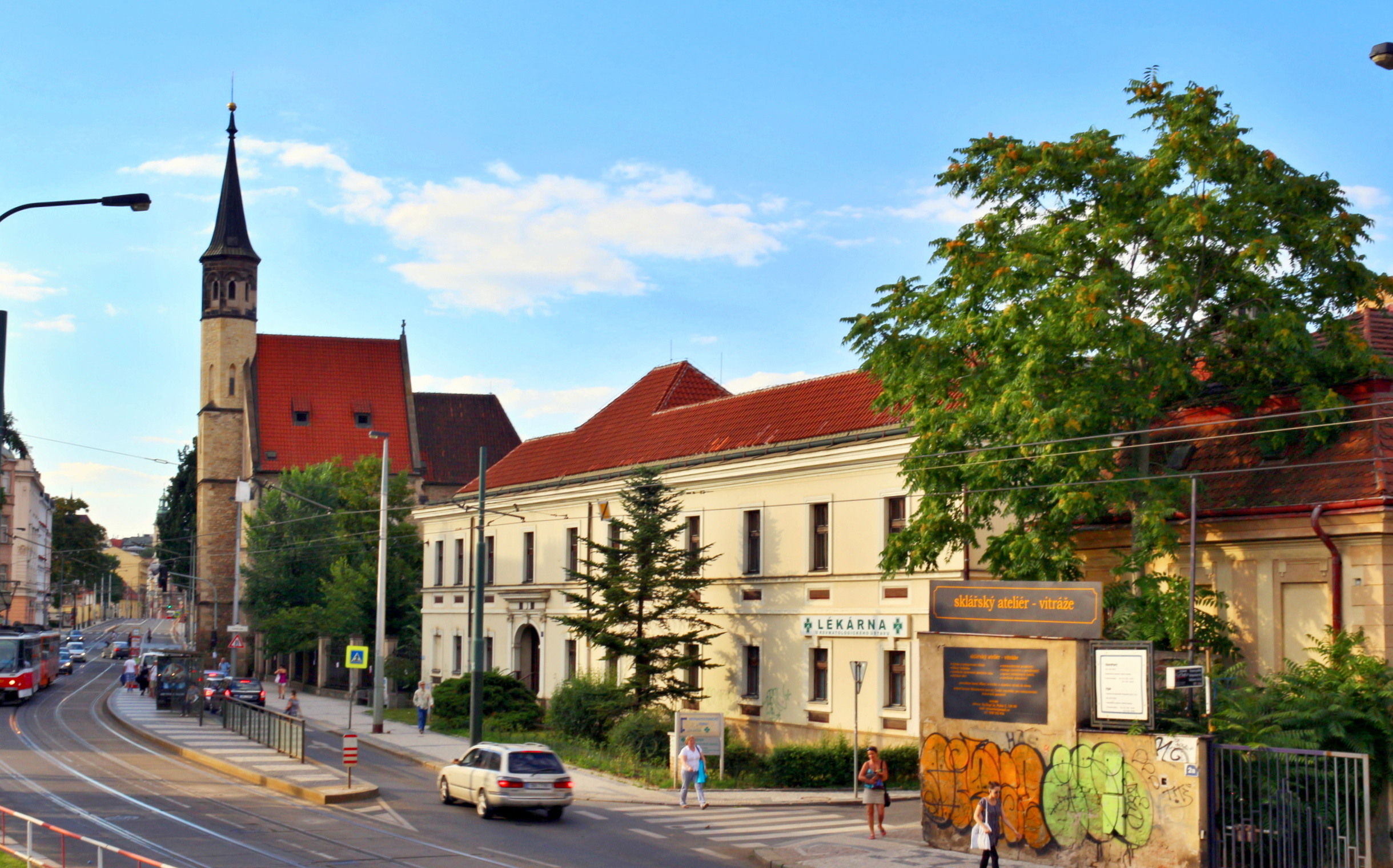
Pohled na vychýlenou věž od jihu
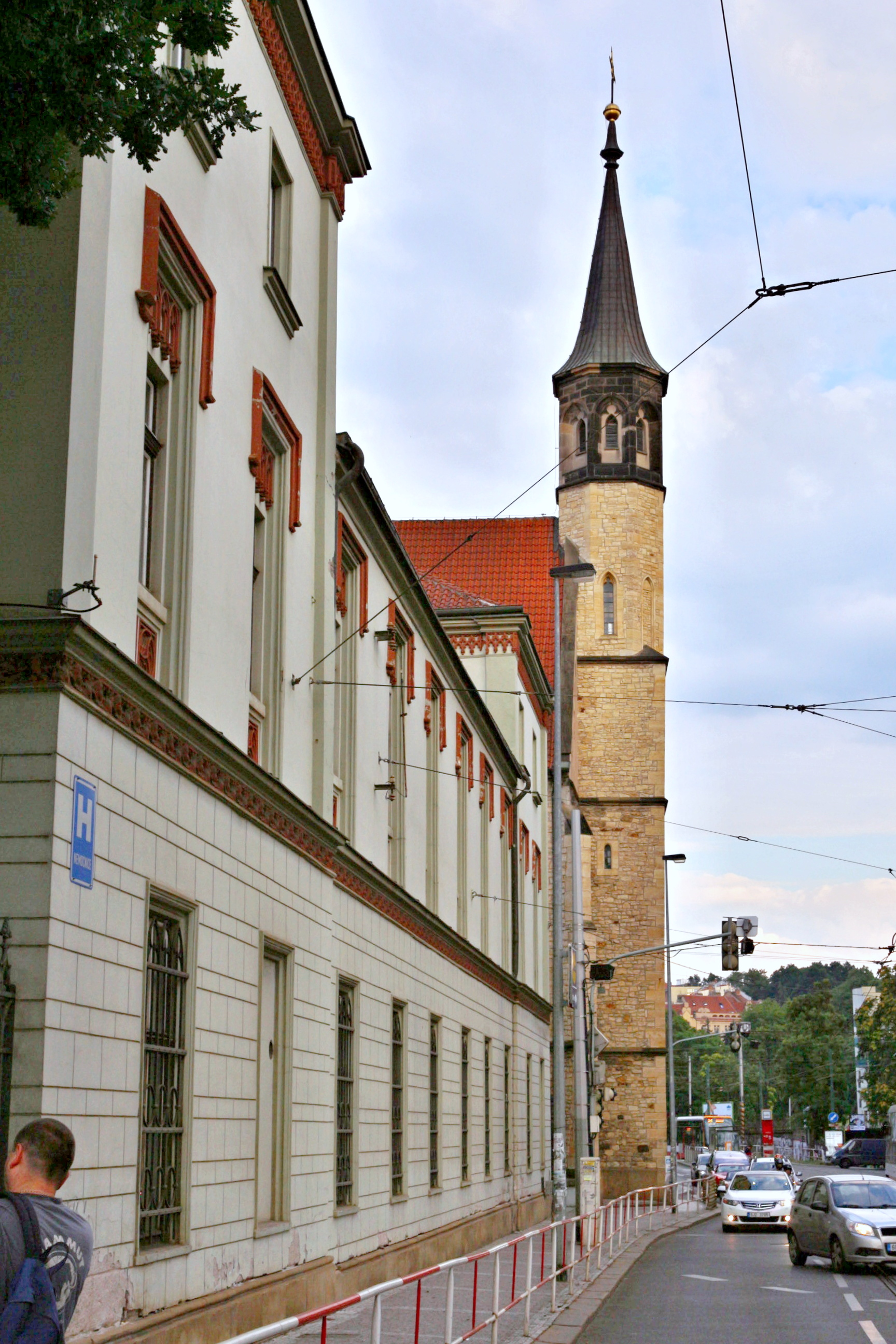
Pohled na vychýlenou věž od severu
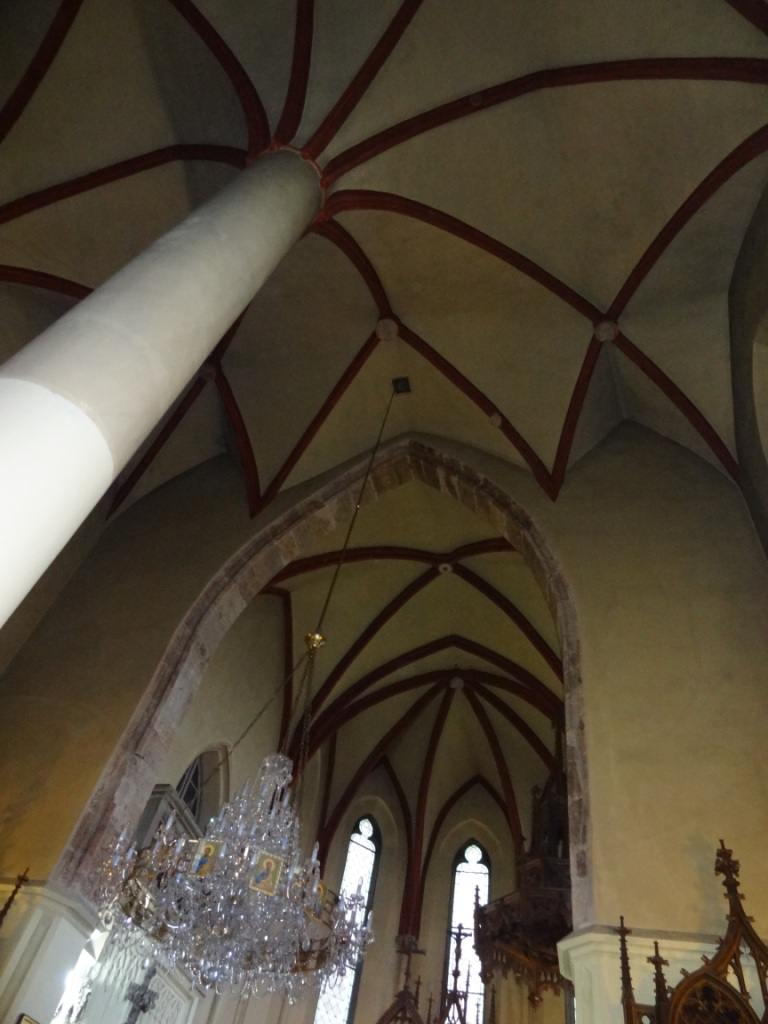
Klenba kostela
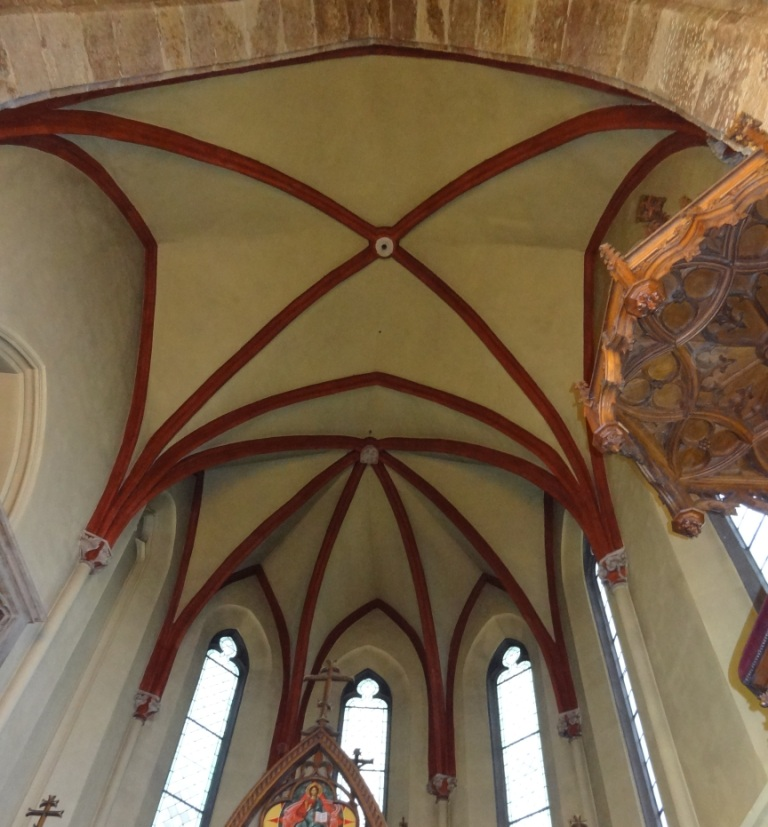
Klenba závěru
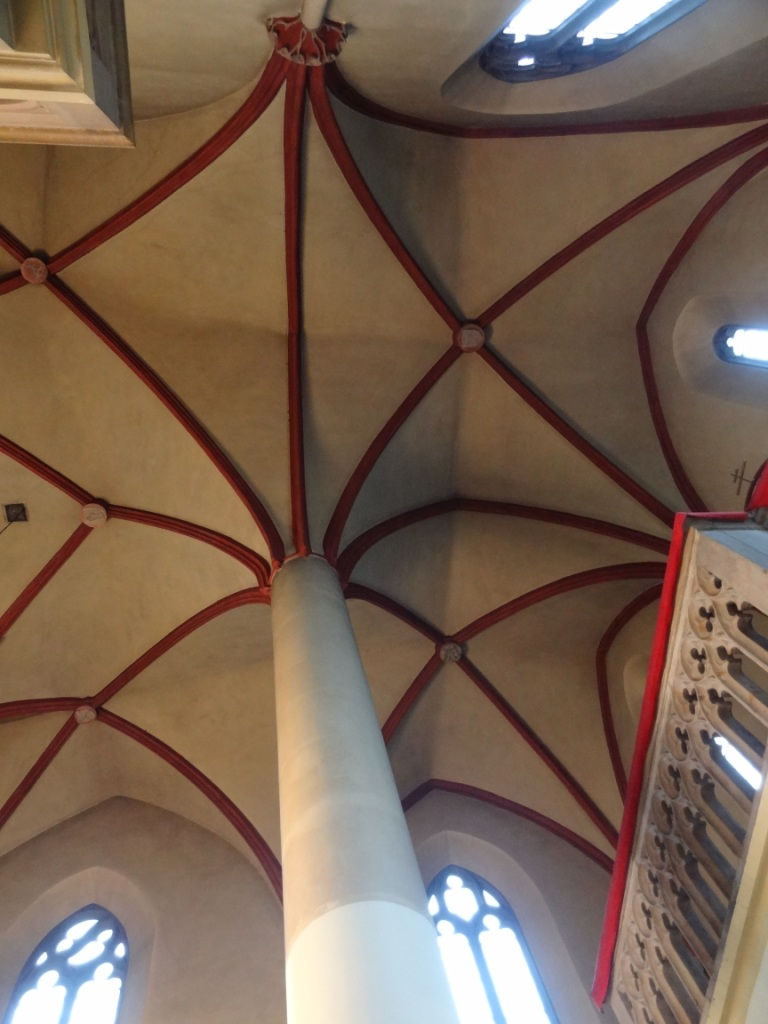
Klenba svedená na sloup a krakorce
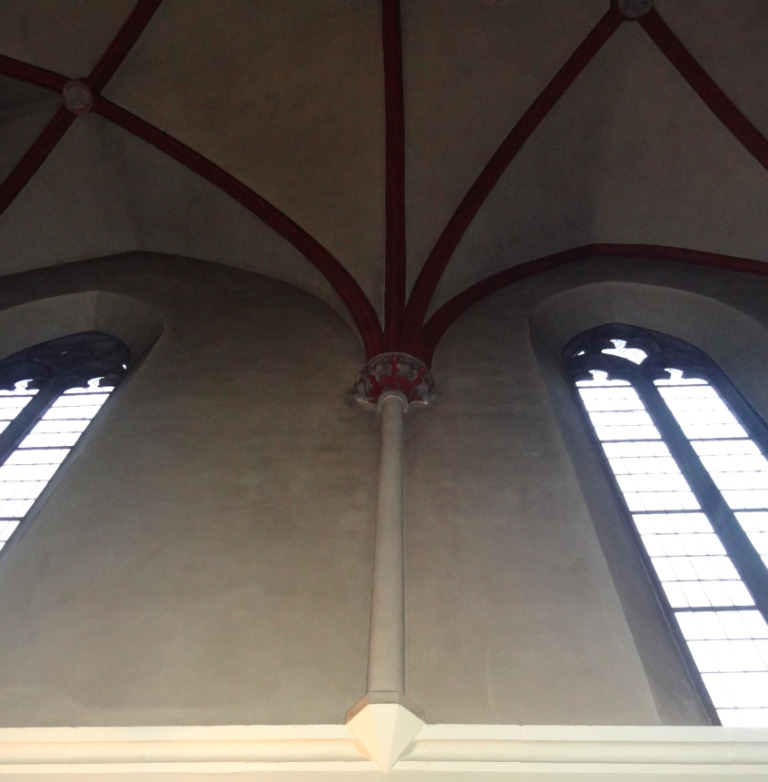
Dvojitě vyžlabená žebra a podokenní římsa
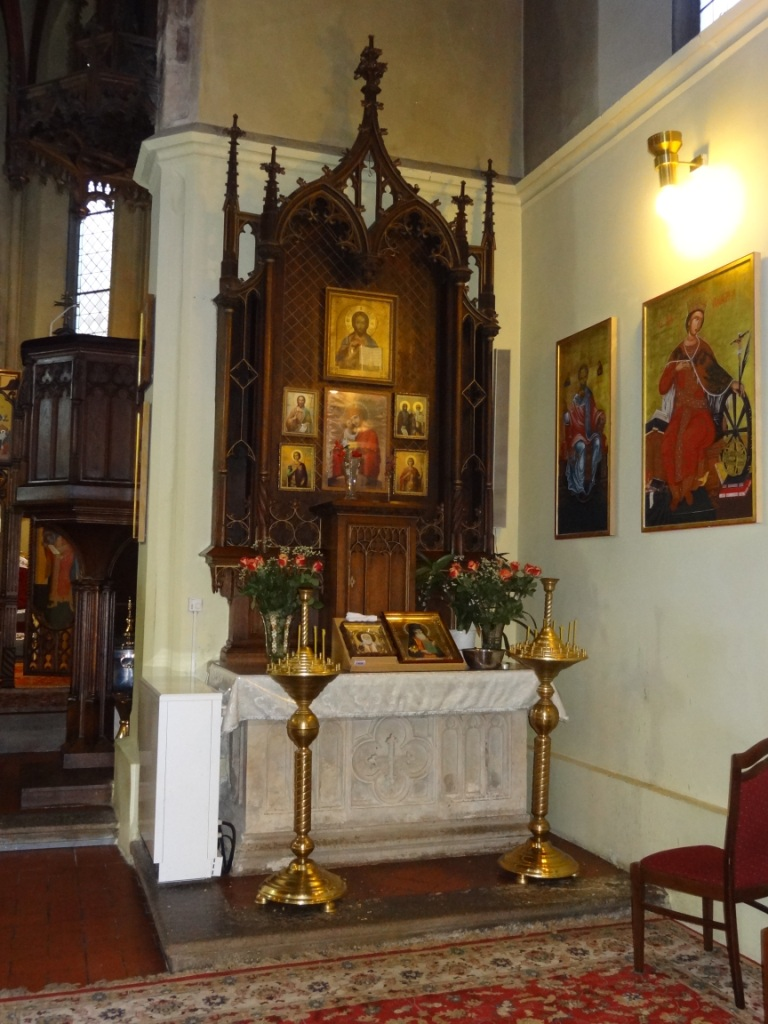
Oltář na jižní straně – oltář sv. Anny
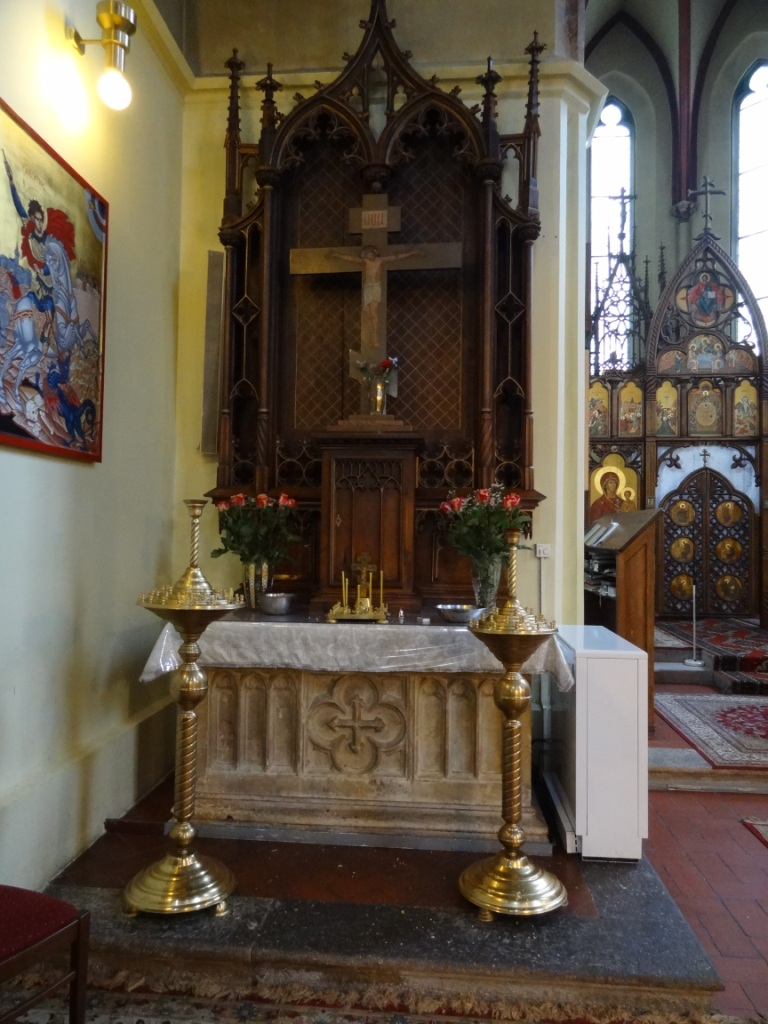
Oltář na severní straně – oltář sv. Josefa
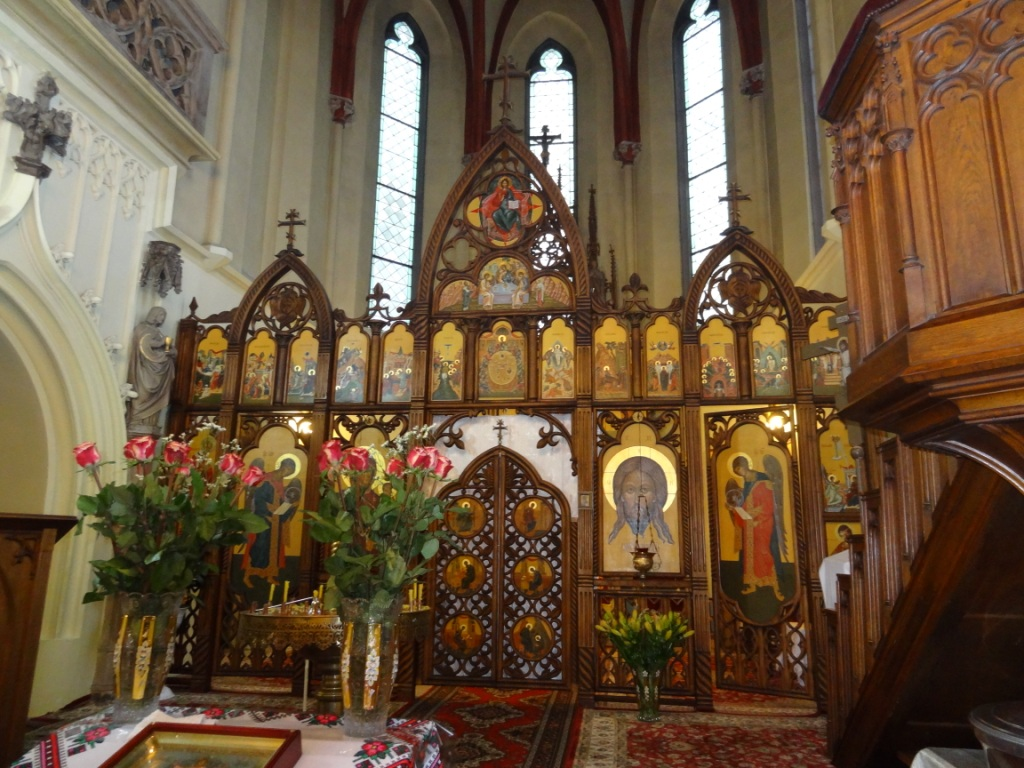
Ikonostas
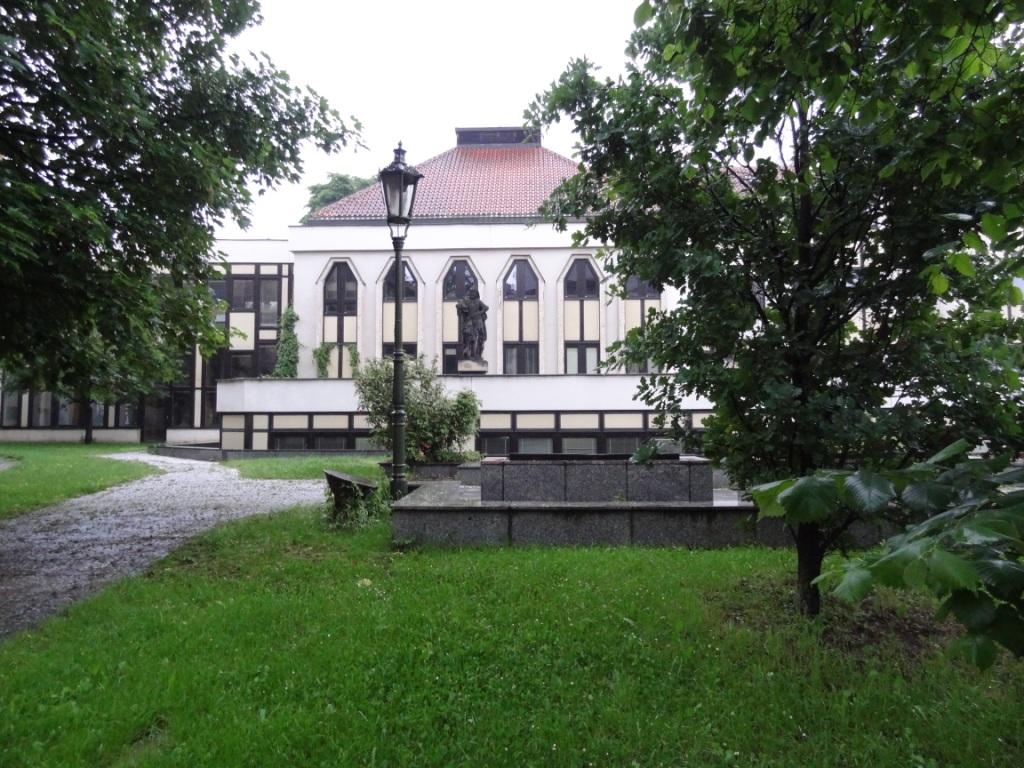
Bývalá budova kláštera, pohled od Z (1)
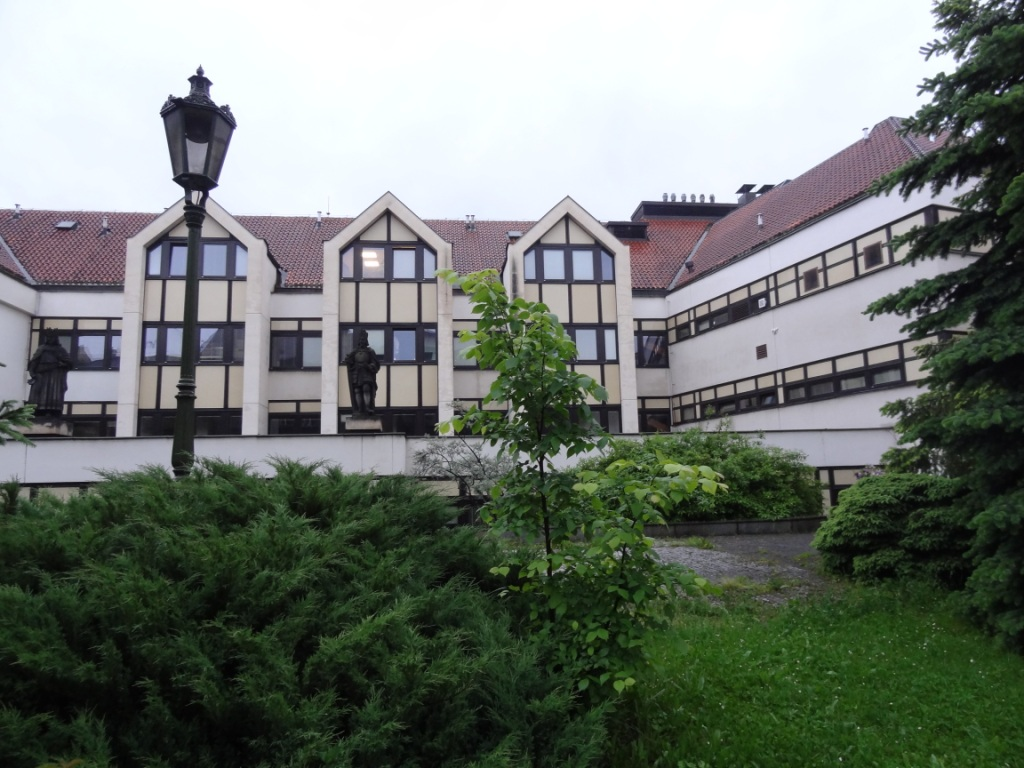
Bývalá budova kláštera, pohled od Z (2)
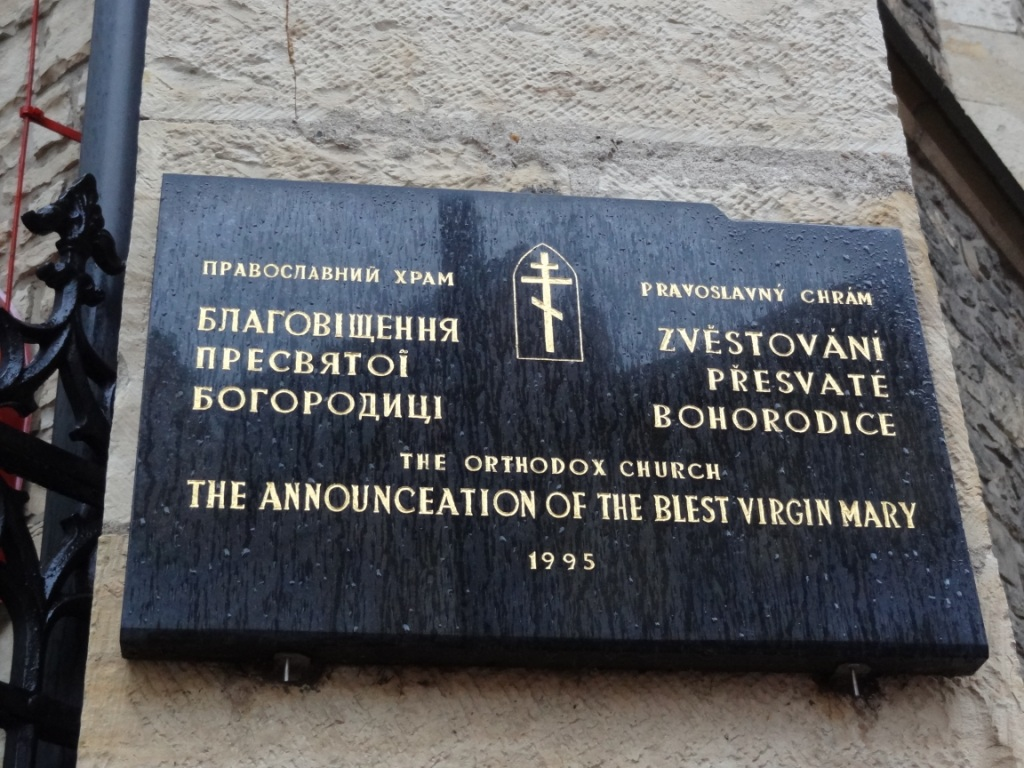
Deska u vstupu do kostela